# 邁克·瑞斯波利
邁克·瑞斯波利（Michael Rispoli，1960年11月27日—）是美國的一位演員。他最著名的作品是在HBO電視劇《黑道家族》中飾演Jackie Aprile Sr.角色。他是一位義大利裔美國人。

## 外部連結
- Michael Rispoli在互联网电影资料库（IMDb）上的資料（英文）